# 에르네스트 앙세르메

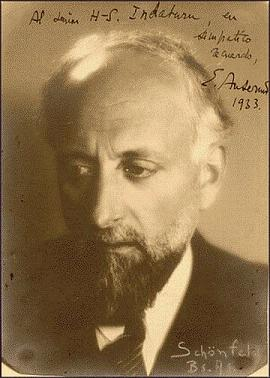

에르네스트 알렉산드르 앙세르메(Ernest Alexandre Ansermet, 1883년 11월 11일 ~ 1969년 2월 20일)는 스위스의 지휘자이다.
20세기 세계악단의 원로격이던 스위스의 명지휘자. 스위스의 비베이에서 태어났으며, 처음에는 수학과 음악을 배우고, 수학자로서 출발했으나 27세 때에 지휘자로서 전향하고, 5년 뒤인 1915년에는 디아길레프(1872-1929)가 주재하는 러시아 발레단의 지휘자가 되고, 스트라빈스키의 <병사(兵士)의 이야기>를 비롯하여 수많은 신작 초연의 지휘를 맡았다. 그동안 1918년에는 스위스 로만드 관현악단을 조직하여 이 악단을 일류 수준으로까지 끌어올렸다. 그의 지휘는 정묘성(精妙性)과 객관주의가 특징으로 되어 있다. 전시대적인 분위기를 일체 물리치는 경향에 있으므로, 근대·현대곡이 어울리고 특히 신고전경향의 현대곡에서 훌륭한 솜씨를 보였다.